# 靜蟹科
靜蟹科（學名：Galenidae）是短尾下目毛刺蟹總科的三個科當中的第二大，包括有四個由各自的屬組成的亞科。

## 簡述
本科包含了原來的長腳蟹科及扇蟹科之下的幾個非典型屬，所以其外貌跟其他毛刺蟹總科不大相同，其甲殼並沒有很明顯的「毛刺」。

## 分類
靜蟹科包括以下四個亞科：
- Denthoxanthinae Števčić, 2005
  - Dentoxanthus Stephensen, 1946
- 靜蟹亞科 Galeninae Alcock, 1898
  - 靜蟹屬 Galene De Haan, 1833[4]
- 暴蟹亞科 Halimedinae Alcock, 1898
  - 暴蟹屬 Halimede De Haan, 1835
- Parapanopinae Števčić, 2005
  - Parapanope De Man, 1895